# Carter Rycroft
Carter Rycroft (* 29. August 1977 in Grande Prairie, Alberta) ist ein kanadischer Curler. 
Rycroft gehörte zur Mannschaft die 2001 die kanadischen Olympic Curling Trails gewann und vertrat Kanada bei den XIX. Olympischen Winterspielen im Curling auf der Spielerposition Second. Die Mannschaft gewann am 22. Februar 2002 die olympische Silbermedaille nach einer 5:6-Niederlage gegen Norwegen um Skip Pål Trulsen.

## Erfolge
- 2. Platz Olympische Winterspiele 2002